# Szoftverkomponens
A szoftverkomponens egy moduláris szoftveregység, amely specifikus funkcionalitást zár magába. A komponens kívánt jellemzői az újrahasználhatóság és a karbantarthatóság.

## Érték
Az összetevők lehetővé teszik a szoftverfejlesztés számára, hogy megbízható alkatrészeket tartalmazó szoftvereket állítsanak össze, ahelyett, hogy minden szemponthoz kódot írnának; lehetővé téve, hogy a megvalósítás inkább gyári összeszereléshez, mint egyedi építéshez hasonlítson.

## Attribútumok
Egy komponens kívánatos attribútumai közé tartoznak, de nem kizárólagosan:
- Összefüggő  –  a kapcsolódó funkciókat magába foglalja
- Újrafelhasználható
- Megbízható
- Helyettesíthető  –  helyettesíthető más, azonos interfésszel rendelkező komponenssel
- Dokumentált
- Tesztelve

## Harmadik fél
Egyes összetevőket házon belül építi fel a szoftverrendszert építő szervezet vagy csapat. Egyesek harmadik féltől származnak, máshol fejlesztették ki, és a szoftverrendszerbe vannak beépítve.

## Komponens alapú szoftverfejlesztés
A nagyméretű rendszerek esetében a komponens alapú fejlesztés fegyelmezett folyamatra ösztönzi a komplexitás kezelését.

## Keretrendszer
Egyes komponensek megfelelnek egy kerettechnológiának, amely lehetővé teszi azok jól ismert módon történő fogyasztását. Példák: CORBA, COM, Enterprise JavaBeans és a .NET keretrendszer.

## Modellezés

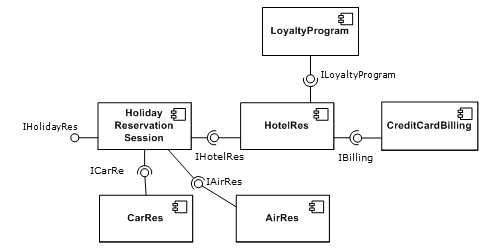
Példa a foglalási rendszert UML -ben modellező, egymástól függő összetevőkre

Az alkatrészek tervezését gyakran vizuálisan modellezik. Az Unified Modeling Language (UML) 2.0-s verziójában egy komponens téglalapként, egy interfész pedig nyalókaként jelenik meg a biztosított interfész jelzésére, és foglalatként az interfész fogyasztásának jelzésére.

## Történelem
Az újrafelhasználható szoftverkomponensek gondolatát Douglas McIlroy terjesztette elő a NATO Szoftvermérnöki Konferenciáján 1968-ban tartott előadásában. (A konferencia egyik célja a korabeli, úgynevezett szoftverválság megoldása volt.) Az 1970-es években McIlroy ezt az ötletet a gyakorlatba ültette azzal, hogy a Unix operációs rendszerhez hozzáadta a pipeline funkciót.
Brad Cox az 1980-as években finomította a szoftverkomponens fogalmát. Az Objective-C programozási nyelv feltalálásával megpróbált infrastruktúrát és piacot létrehozni a harmadik féltől származó újrafelhasználható összetevők számára.
Az IBM az 1990-es évek elején vezette be a System Object Model-t (SOM).
A Microsoft az 1990-es évek elején vezette be a COM-ot ( Component Object Model ). A Microsoft számos tartományspecifikus komponenstechnológiát épített a COM-ra, beleértve az elosztott komponensobjektum modellt (DCOM), az objektumok összekapcsolását és beágyazását (OLE) és az ActiveX-et.

## Fordítás
Ez a szócikk részben vagy egészben  a   Software component című angol Wikipédia-szócikk ezen változatának fordításán alapul.  Az eredeti cikk szerkesztőit annak laptörténete sorolja fel. Ez a jelzés csupán a megfogalmazás eredetét és a szerzői jogokat jelzi, nem szolgál a cikkben szereplő információk forrásmegjelöléseként.